# سینمای تایوان
سینمای تایوان (انگلیسی: Cinema of Taiwan) به همراه سینمای چین و سینمای هنگ کنگ، یکی از سه حوزه تاریخی سینمای چینی‌زبان است. تاریخ سینمای تایوان، به تاریخ منحصر به فرد این جزیره وابسته است. سینما، از زمان معرفی‌اش به تایوان در ۱۹۰۱ که آن زمان، تحت حاکمیت ژاپن بود، در چند مرحله جدا از هم و با استقلال از سینمای هنگ کنگ و سانسور دولتی جمهوری خلق چین، رشد کرده و توسعه یافته است.
برخی بازیگران تایوانی عبارتند از: بریجیت لین، آنی ای، ویویان هسو، جی چو، شو چی، چانگ چن، تاکشی کانشیرو. برخی از کارگردانان مشهور تایوانی عبارتند از: ادوارد یانگ، تسای مینگ-لیانگ، انگ لی، هو شیائو-شین.